# يوهانس فان دن بيرغ
يوهانس فان دن بيرغ (بالألمانية: Johannes van den Bergh) هو لاعب كرة قدم ألماني، ولد في 21 نوفمبر 1986 في فيرزن في ألمانيا. لعب مع بوروسيا مونشنغلادباخ وفورتونا دوسلدورف ونادي هرتا برلين.

## وصلات خارجية
- يوهانس فان دن بيرغ على موقع قاعدة بيانات كرة القدم.إي يو (الإنجليزية)
- يوهانس فان دن بيرغ على موقع بيانات كرة القدم. دي إي (الألمانية)
- يوهانس فان دن بيرغ على موقع Soccerbase.com (لاعب) (الإنجليزية)
- يوهانس فان دن بيرغ على موقع Soccerway.com (الإنجليزية)
- يوهانس فان دن بيرغ على موقع عالم كرة القدم.نت (الإنجليزية)
- يوهانس فان دن بيرغ على موقع AS.com (الإسبانية)